# Suzuka Ōgo
Suzuka Ōgo (jap. 大後寿々花 Ōgo Suzuka; ur. 5 sierpnia 1993 w Zama, w prefekturze Kanagawa) – japońska aktorka dziecięca, znana m.in. z filmu pt.: Wyznania gejszy.
Jej zainteresowania to m.in.: balet, gra na fortepianie oraz narciarstwo.
Uwaga: nazwisko aktorki występuje często w zapisie Ohgo.

## Filmografia

### Filmy
- 2007: Tōku no sora ni kieta jako Hiharu
- 2006: Baruto no gakuen jako Shio
- 2005: Kita no Zeronen jako Tae Komatsubara
- 2005: Wyznania gejszy (Memoirs of a Geisha) jako mała dziewczynka o imieniu Chiyo

### Seriale
- 2008: Shibatora jako Hosho Mizuki
- 2007: Sekushī boisu ando robo jako Niko 'Sexy Voice' Hayashi
- 2007: Galileo jako Akiho Yajima

### Dubbing
- 2008: Michiko to Hatchin Hana 'Hatchin' Morenos